# Vojna zvezd: Epizoda II – Napad klonov
Vojna zvezd: Epizoda II – Napad klonov (v izvirniku angleško Star Wars: Episode II – Attack of the Clones) je ameriški epski znanstvenofantastični film scenarista in režiserja Georgea Lucasa, ki je izšel leta 2002 v distribuciji 20th Century Fox. Gre za drugi del pred-trilogije izvirne serije Vojna zvezd, ki je torej pet posneti film v izmišljenem vesolju Vojne zvezd, kronološko pa je drugi, postavljen v čas 22 let pred izvirno Vojno zvezd. Zgodba se začne deset let po prvem delu pred-trilogije; galaksija je na robu državljanske vojne in desettisoče planetnih sistemov grozi z odcepitvijo od Galaktične republike. Senatorka Padmé Amidala preživi poskus atentata, zato jedijski vajenec Anakin Skywalker postane njen zaščitnik, njegov mentor Obi-Wan Kenobi pa raziskuje ozadje. Skupaj so priča novi grožnji galaksiji: vojni klonov. V glavnih vlogah nastopajo  Ewan McGregor, Natalie Portman, Hayden Christensen, Ian McDiarmid, Samuel L. Jackson, Christopher Lee, Anthony Daniels, Kenny Baker in Frank Oz.
Lucas in soscenarist Jonathan Hales sta začela pisati film nekaj mesecev po izidu Grozeče prikazni in ga končala do sredine leta 2000, nakar je bil v nekaj mesecih tudi posnet. Kot eden prvih filmov je bil v celoti posnet v visokoločljivostnem digitalnem formatu. Ob izidu 16. maja 2002 je bil deležen neenotnega mnenja kritikov. Nekateri so mnenja, da je najslabši del franšize. Pohval so bili deležni večja osredotočenost na akcijo, posebni učinki, glasbena podlaga, močno pa so kritizirali scenarij, Christensenovo igro, ljubezenske prizore, pretiravanje z računalniškimi učinki in nedodelane like. Kljub temu je bilo predvajanje v kinematografih uspešno, Napad klonov je po vsem svetu prinesel 653 milijonov USD prihodkov, a je postal prvi film franšize, ki ni bil najdonosnejši film leta. Zadnji del pred-trilogije, Maščevanje Sitha, je izšel leta 2005.

## Zgodba
Zgodba se začne deset let po invaziji Trgovinske federacije na Nabooju. Bivši Jedi grof Dooku organizira zaroto separatistov in zagrozi, da se bo odcepil od Galaktične republike. Padmé Amidala, članica Galaktičnega senata in nekdanja kraljica Nabooja, se vrne v glavno mesto Republike, da pojasni svoj "glas za" ustanovitev vojske proti separatistom. V tem času dvakrat preživi poskus atentata, zato se zavoljo razjasnitve okoliščin v spremstvu Jedija Anakina Skywalkerja umakne na Naboo. Na planetu se zaljubita. Jedi Obi-Wan Kenobi, Anakinov učitelj, med raziskovanjem atentata ugotovi, da je napadalec z neznanega planeta Kamino. Upravičeno sumijo najvplivnejše Jedije in njihovo temno silo Counta Dookuja. Medtem pa Anakin in Padme nadaljujeta svojo zgodbo neizpolnjene ljubezni. Anakina še vedno preganjajo nočne more njegovega prezgodnjega odhoda od ljubeče matere, kar še poglobi njegovo temno stran. Skupaj se odločita poiskati njegovo mamo Shmi na planetu Tatooine, kjer je Anakin odraščal. Mama je bila ugrabljena in mučena do smrti, zato se Anakin maščuje in pobije celoten tabor ugrabiteljev. Ob Obi-Wan Kenobijevem razkritju zarote se Anakin in Padme odpravita na Geonosis, kjer vsi skupaj padejo v nemilost grofa Dookuja. Vojna med separatisti in Republiko se razplamti. V troboju Anakin - grof Dooku - Obi-Wan najkrajšo potegne prvi. V spopadu z laserskimi meči Anakin izgubi desno roko. Na pomoč prispe vrhovni vodja Jedijev Yoda in prežene grofa Dookuja na Coruscant. Tam z Siduousom ugotovita, da vse poteka po načrtih in da se Vojna klonov lahko začne. Anakin, sedaj z umetno roko, in Padme se na Nabooju skrivaj poročita.